# 一番
一番（いちばん）は、愛知県名古屋市熱田区の地名。現行行政地名は一番一丁目から一番三丁目。住居表示実施。

## 地理
名古屋市熱田区中央部に位置する。東は熱田新田東組・千年一丁目、西は二番一丁目・同二丁目、南は南一番町、北は大宝二丁目・同四丁目に接する。

## 歴史

### 町名の由来
熱田新田開拓時、一番割から三十三番割まで分割されたうちの一番割にあたることに由来する。

### 沿革
- 1940年（昭和15年）10月10日 - 熱田区熱田新田東組・熱田西町の各一部により、同区一番町が成立する[1]。
- 1941年（昭和16年）1月15日 - 熱田新田東組の一部を一番町に編入する[1]。
- 1971年（昭和46年）2月10日 - 熱田新田東組および一番町の各一部により、一番二丁目が成立する[1]。また、一番町の一部が南一番町・千年一丁目に編入される[4]。
- 1976年（昭和51年）8月29日 - 熱田新田東組・熱田西町・一番町の各一部により一番二丁目が、熱田新田東組・熱田西町・一番町・二番町・鍋鉉町・西町通の各一部により一番三丁目が成立し、一番二丁目に熱田新田東組および一番町の各一部が編入される[1]。また、一番町の一部が千年一丁目に編入される[4]。
- 1982年（昭和57年）11月14日 - 一番町の一部が二番二丁目に編入される[1]。
- 1989年（平成元年）2月27日 - 一番町・熱田新田東組の各一部が一番一丁目に編入され、一番一丁目の一部が熱田西町に編入される[1]。また、一番町が堀川に残る一部を除き廃止[1]。

## 世帯数と人口
2018年（平成30年）12月1日現在の世帯数と人口は以下の通りである。
| 丁目       | 世帯数    | 人口    |
| ---------- | --------- | ------- |
| 一番一丁目 | 690世帯   | 1,487人 |
| 一番二丁目 | 1,020世帯 | 2,085人 |
| 一番三丁目 | 586世帯   | 1,184人 |
| 計         | 2,296世帯 | 4,756人 |

### 人口の変遷
国勢調査による人口および世帯数の推移。
| 1995年（平成7年）  | 1832世帯 4854人 |  |
| 2000年（平成12年） | 1920世帯 4909人 |  |
| 2005年（平成17年） | 2019世帯 4983人 |  |
| 2010年（平成22年） | 2193世帯 5049人 |  |
| 2015年（平成27年） | 2182世帯 4877人 |  |

## 学区
市立小・中学校に通う場合、学校等は以下の通りとなる。また、公立高等学校に通う場合の学区は以下の通りとなる。なお、小学校は学校選択制度を導入しておらず、番毎で各学校に指定されている。
| 丁目       | 小学校               | 中学校                 | 高等学校 |
| ---------- | -------------------- | ---------------------- | -------- |
| 一番一丁目 | 名古屋市立船方小学校 | 名古屋市立日比野中学校 | 尾張学区 |
| 一番二丁目 | 名古屋市立船方小学校 | 名古屋市立日比野中学校 | 尾張学区 |
| 一番三丁目 | 名古屋市立大宝小学校 | 名古屋市立日比野中学校 | 尾張学区 |

## 交通
- 国道1号[1]

## 施設

### 一番一丁目
- 一番観音[1]
- 秀泉寺
- 一番なかよし公園

2008年（平成20年）9月30日供用開始。

### 一番二丁目
- はごろもフーズ熱田プラント
- 一番町公園

1968年（昭和43年）4月1日供用開始。
- 八剱社

### 一番三丁目
- 名古屋市立日比野中学校南校舎
- 名古屋一番郵便局

## その他

### 日本郵便
- 郵便番号 : 456-0053[WEB 3]（集配局：熱田郵便局[WEB 14]）。

### WEB
1. 1 2  “愛知県名古屋市熱田区の町丁・字一覧”.   人口統計ラボ. 2017年7月23日閲覧。
2. 1 2  “町・丁目(大字)別、年齢(10歳階級)別公簿人口(全市・区別)”.   名古屋市 (2018年12月20日). 2019年1月6日閲覧。
3. 1 2  “郵便番号”.  日本郵便. 2019年1月6日閲覧。
4. ↑  “市外局番の一覧”.   総務省. 2019年1月6日閲覧。
5. ↑  名古屋市役所市民経済局地域振興部住民課町名表示係 (2015年10月21日). “熱田区の町名一覧”.   名古屋市. 2017年7月23日閲覧。
6. ↑  総務省統計局 (2014年3月28日). “平成7年国勢調査の調査結果(e-Stat) - 男女別人口及び世帯数 －町丁・字等” (CSV). 2021年7月20日閲覧。
7. ↑  総務省統計局 (2014年5月30日). “平成12年国勢調査の調査結果(e-Stat) - 男女別人口及び世帯数 －町丁・字等” (CSV). 2021年7月20日閲覧。
8. ↑  総務省統計局 (2014年6月27日). “平成17年国勢調査の調査結果(e-Stat) - 男女別人口及び世帯数 －町丁・字等” (CSV). 2021年7月21日閲覧。
9. ↑  総務省統計局 (2012年1月20日). “平成22年国勢調査の調査結果(e-Stat) - 男女別人口及び世帯数 －町丁・字等” (CSV). 2021年7月21日閲覧。
10. ↑  総務省統計局 (2017年1月27日). “平成27年国勢調査の調査結果(e-Stat) - 男女別人口及び世帯数 －町丁・字等” (CSV). 2021年7月21日閲覧。
11. ↑  “市立小・中学校の通学区域一覧”.   名古屋市 (2018年11月10日). 2019年1月14日閲覧。
12. ↑  “平成29年度以降の愛知県公立高等学校（全日制課程）入学者選抜における通学区域並びに群及びグループ分け案について”.   愛知県教育委員会 (2015年2月16日). 2019年1月14日閲覧。
13. 1 2  “都市公園の名称、位置及び区域並びに供用開始の期日” (2019年5月1日). 2019年11月3日閲覧。
14. ↑  郵便番号簿 平成29年度版 - 日本郵便. 2019年01月06日閲覧 (PDF)

### 書籍
1. 1 2 3 4 5 6 7 8 9 10  名古屋市計画局 1992, p. 813.
2. 1 2  「角川日本地名大辞典」編纂委員会 1989, p. 1443.
3. ↑  名古屋市計画局 1992, p. 418.
4. 1 2  名古屋市計画局 1992, p. 814.